# Чандлер (Оклахома)
Чандлер (енгл. Chandler) град је у америчкој савезној држави Оклахома.

## Демографија
По попису из 2010. године број становника је 3.100, што је 258 (9,1%) становника више него 2000. године.
| Група             | 2000.         | 2010.         |
| Белци             | 2.243 (78,9%) | 2.459 (79,3%) |
| Афроамериканци    | 275 (9,7%)    | 216 (7,0%)    |
| Азијати           | 11 (0,4%)     | 14 (0,5%)     |
| Хиспаноамериканци | 51 (1,8%)     | 91 (2,9%)     |
| Укупно            | 2.842         | 3.100         |